# HD VMD
HD VMD (High Density — Versatile Multilayer Disc) — формат цифровых носителей на оптических дисках, предназначенный для хранения видео высокой чёткости и других высококачественных мультимедийных данных.

## Технология
На одном слое HD VMD-диска помещается до 5 ГБ данных, но за счёт того, что диски являются многослойными (до 20 слоёв) их ёмкость достигает 100 ГБ. Кроме того, в отличие от дисков Blu-ray и HD DVD, для чтения и записи используется красный (650 нм), а не сине-фиолетовый лазер (405 нм), что позволяет производить устройства, совместимые с дисками CD и DVD.
Диски HD VMD позволяют хранить видео стандарта 1080p аналогично Blu-ray и HD DVD. При этом видео кодируется в формате MPEG-2 и VC-1, максимальный битрейт достигает 40 Мбит/с. Также возможно внедрение в формат кодека H.264. Формат поддерживает звук 7.1 Dolby Digital, Dolby Digital Plus и DTS.

## История
Данный формат носителей впервые был представлен британской компанией «New Medium Enterprises» на выставке CeBIT в 2006. Первые продажи начались весной 2008 года в сети Amazon и в некоторых магазинах.
Большой интерес данный формат вызвал в Голливуде. Один из крупнейших продюсеров и дистрибьюторов кинопродукции Майкл Джей Соломон из компании Warner Brothers будет продвигать HD VMD в киноиндустрии. В ближайшее время будут решены некоторые вопросы, касающиеся лицензирования фильмов и их выпуска на HD VMD.